# Roberto di Gloucester
Roberto di Gloucester (1260 – 1300) è stato uno storico britannico.
Monaco nel monastero di San Pietro, intorno al 1300 scrisse una Storia d'Inghilterra in volgare. La prima parte utilizza come fonte Goffredo di Monmouth.